# Jan Odachowski
Jan Odachowski herbu Nałęcz (zm. przed 8 lipca 1737) – pocztmagister litewski w 1726 roku, ciwun ejragolski w 1727 roku, skarbny Wielkiego Księstwa Litewskiego w 1726 roku, pisarz grodzki żmudzki w 1725 roku, stolnik żmudzki w 1722 roku, starosta botocki w 1734 roku.
Poseł województwa inflanckiego na sejm 1729 roku i sejm nadzwyczajny 1733 roku. Jako poseł na sejm konwokacyjny 1733 roku z Księstwa Żmudzkiego był członkiem konfederacji generalnej zawiązanej 27 kwietnia 1733 roku na tym sejmie. Członek konfederacji generalnej Wielkiego Księstwa Litewskiego w 1734 roku. Poseł i delegat Wielkiego Księstwa Litewskiego w konfederacji dzikowskiej 1734 roku. Jako poseł na sejm zwyczajny pacyfikacyjny 1735 roku z Księstwa Żmudzkiego i stronnik Augusta III Sasa podpisał uchwałę Rady Generalnej Konfederacji Warszawskiej w 1735 roku. Poseł na sejm nadzwyczajny pacyfikacyjny 1736 roku z Księstwa Żmudzkiego.